# Groeve Kreco

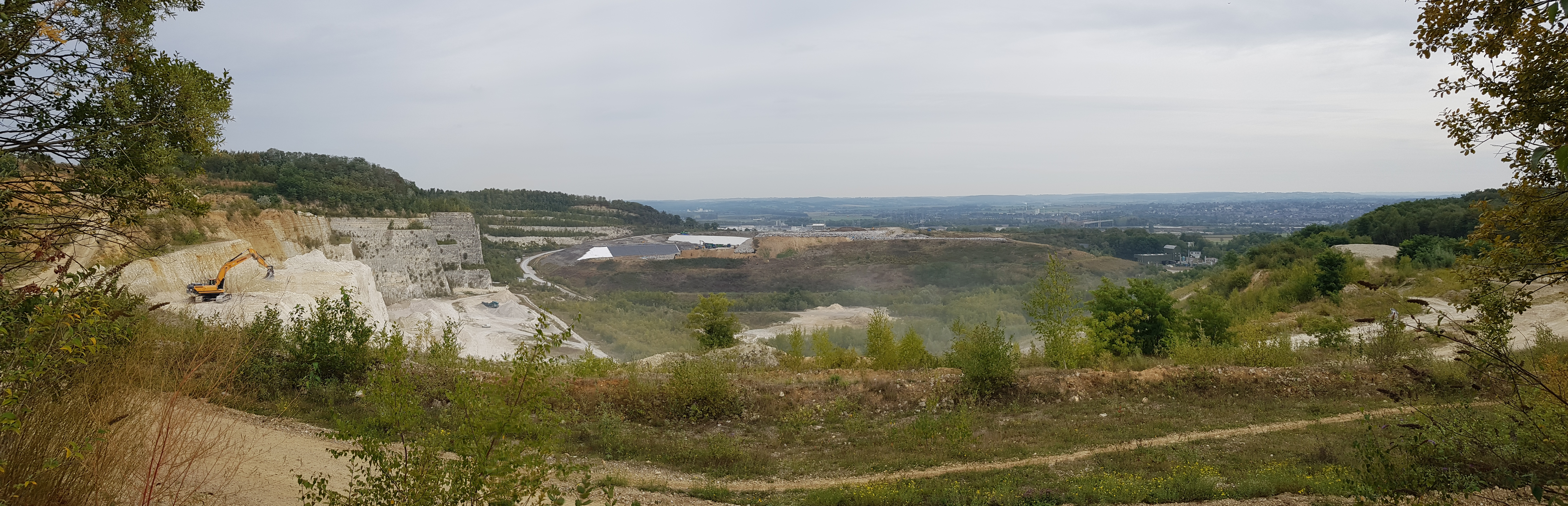
De groeve in 2019 gezien vanuit het westen

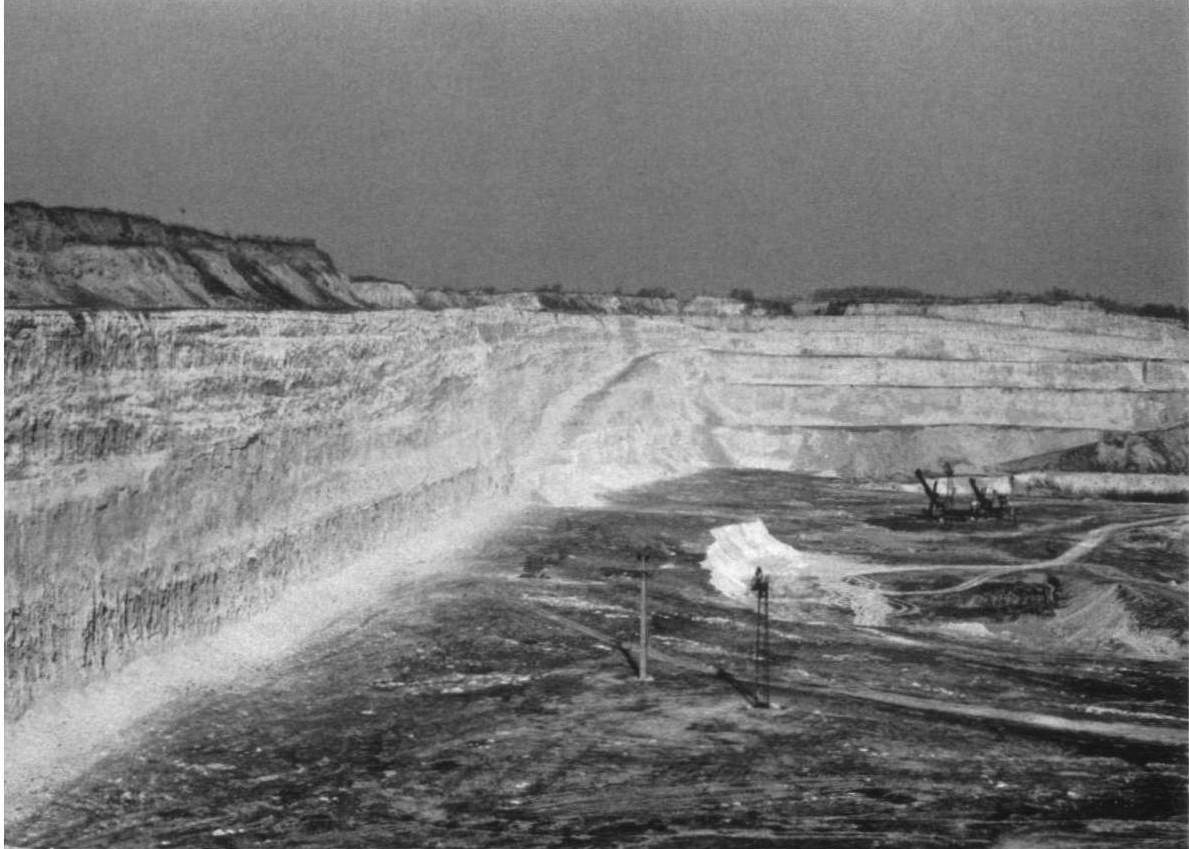
De groeve in maart 1987 (naar het noorden gezien) met linksboven het vuursteeneluvium

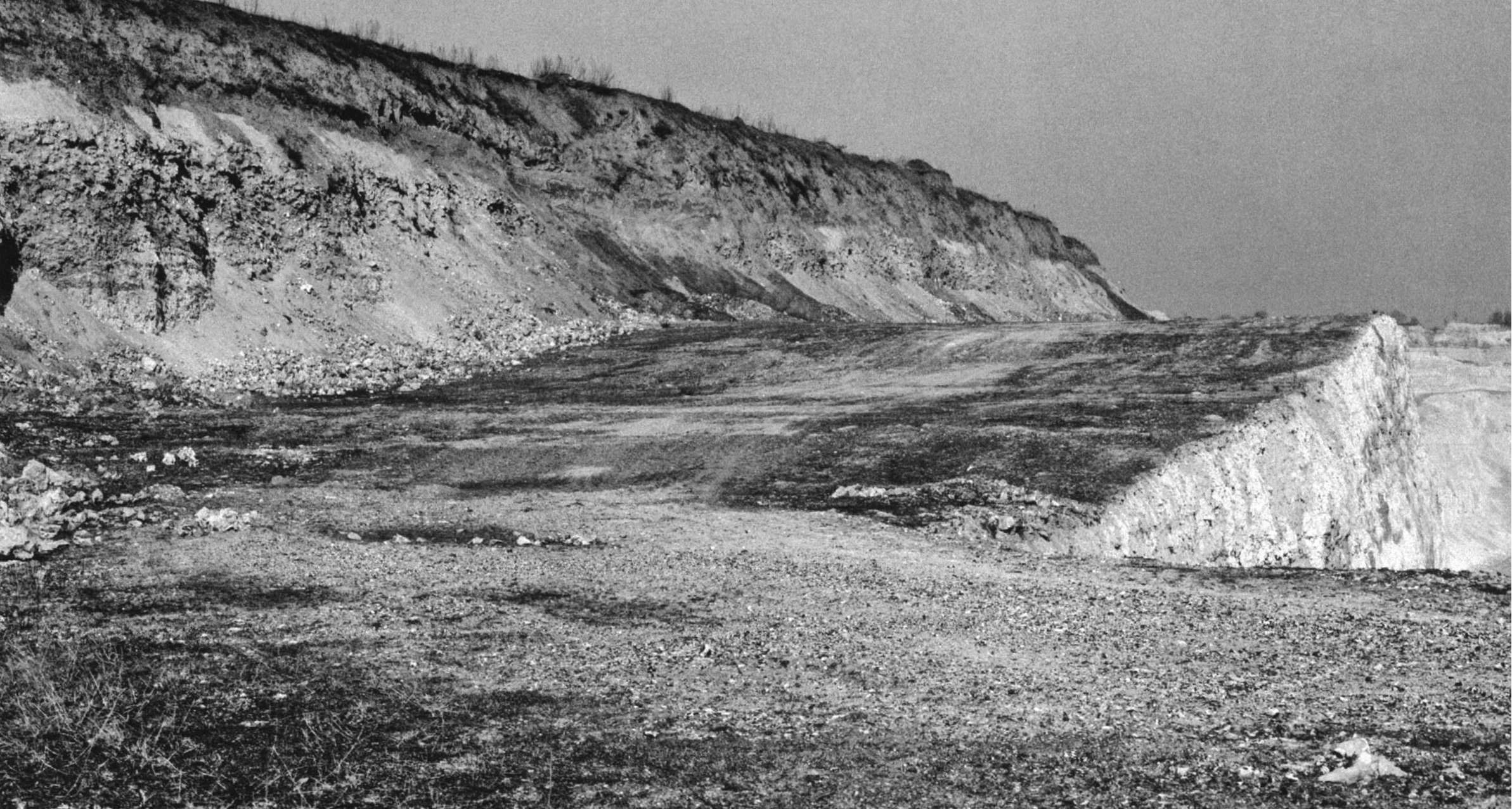
Het vuursteeneluvium in de groeve in 1987. Onder het eluvium is nog een stukje van de Kalksteen van Lanaye met enkele vuursteenlagen te zien. Op het eluvium ligt Oligoceen zand en daarop een lösspakket..

De Groeve Kreco (Frans: Carrière Kreco), voorheen ook de Groeve Ciments Portland Liegéois of Groeve CPL, is een steengroeve bij Hallembaye in de Belgische provincie Luik in de gemeente Oupeye en een klein stukje op het gebied van de gemeente Wezet. De groeve ligt ten noordwesten van Hallembaye en ten zuidwesten van Loën. De steengroeve is in dagbouw ontgonnen in het Haspengouws Plateau in de westelijke helling van het dal van de Maas en ligt tegen de gemeentegrens met Bitsingen aan. Aan de noordwestzijde wordt de groeve begrensd door de Groeve CBR Lixhe, aan de noordoostzijde door de spoortunnel van Spoorlijn 24, aan de oostzijde door het Maasdal en aan de zuidzijde door de Thier des Bruyères, Hauts de Froidmont en een oude dichtgegroeide groeve. In het oostelijk deel van de groeve bevindt zich de vuilstortplaats C.E.T. de Hallembaye.
Met de ontginning van de groeve werd de berghelling Thier de Hallembaye afgegraven.

## Geschiedenis
Op 2 augustus 1899 verkreeg S.A. des Ciments Portland Liégeois (CPL) toestemming voor kalksteenwinning en werd er hier in een dagbouwgroeve voor het eerst kalksteen gewonnen. In 1955 kreeg men toestemming om er kalksteen te verbrijzelen. In verschillende perioden werd de groeve verder uitgebreid.
In 1987 werd de groeve overgenomen door S.A. Ciments d'Obourg.
In 1989 werd op de plaats van de oude groeve van CPL (het oostelijke gedeelte) een vuilstortplaats begonnen, de C.E.T. de Hallembaye.

## Geologie

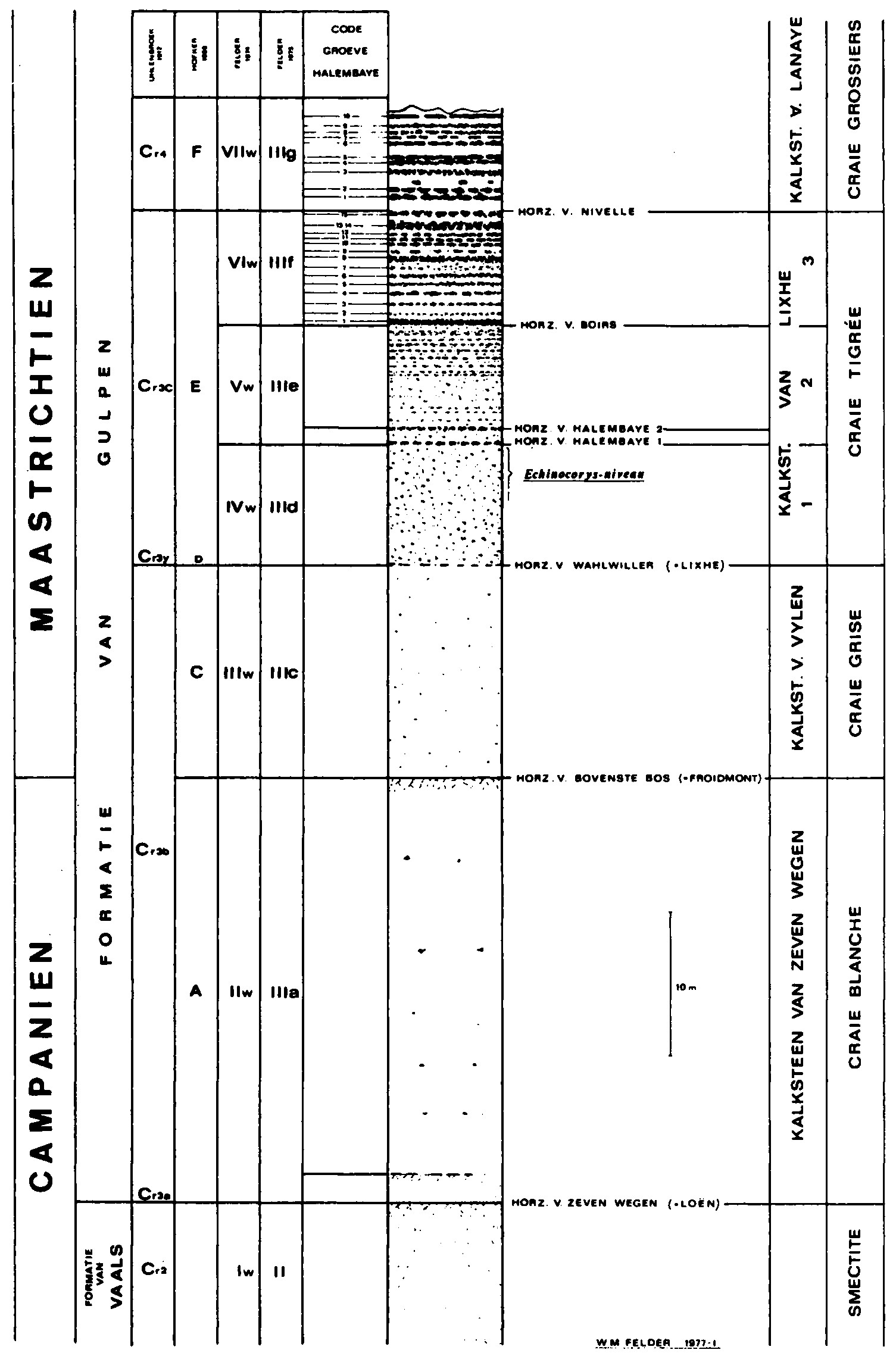
Lithologisch profiel Groeve Halembaye

In de groeve is het volgende profiel ontsloten:
- Pleistoceen
  - Bovenste Löss
  - Middelste Löss
  - Onderste Löss
- Formatie van Tongeren (Oligoceen)
  - Laagpakket van Klimmen
- Vuursteeneluvium (residu van het Krijt)
- Formatie van Gulpen
  - Kalksteen van Lanaye
  - Horizont van Nivelle
  - Kalksteen van Lixhe 3
  - Horizont van Boirs
  - Kalksteen van Lixhe 2
  - Horizont van Hallembaye 2
  - Horizont van Hallembaye 1
  - Kalksteen van Lixhe 1
  - Horizont van Wahlwiller (=Horizont van Lixhe)
  - Kalksteen van Vijlen
  - Horizont van Bovenste Bosch (=Horizont van Froidmont)
  - Kalksteen van Zeven Wegen
  - Horizont van Zeven Wegen (=Horizont van Loën)
- Formatie van Vaals

Het vuursteeneluvium heeft in de groeve een dikte van drie tot zes meter en is het restant van een ongeveer 20 meter dik kalksteenpakket waaruit de kalksteen is opgelost. In het noorden van de groeve bestaat dit vuursteeneluvium uit vuurstenen die afkomstig zijn uit het onderste deel van de Formatie van Maastricht en het bovenste deel van de Kalksteen van Lanaye uit de Formatie van Gulpen. In het zuiden van de groeve bestaat het vuursteeneluvium uit vuurstenen die afkomstig zijn uit de Kalksteen van Lanaye en de daar onder liggende Kalksteen van Lixhe 2 en 3. Dat het hier echt gaat om een vuursteeneluvium is op meerdere plaatsen duidelijk te zien. Niet alleen liggen de vuurstenen nog in stratigrafische volgorde, ook ziet men vaker dat één en dezelfde vuursteenlaag nog over tientallen van meters te volgen is zonder dat de vuurstenen over een horizontale afstand verplaatst zijn. Tussen de vuurstenen bevindt zich hoofdzakelijk fijnkorrelig zand dat afkomstig is uit het onderste deel van de Formatie van Tongeren, dat oorspronkelijk het onopgeloste kalksteenpakket bedekte.
De kalksteen in de groeve is ontstaan als gevolg van dat er hier ongeveer 65 miljoen jaar geleden een Krijtzee bevond die hier haar sediment heeft afgezet. Dit sediment kennen we nu als mergel waarin zich vele fossielen en vuurstenen bevinden. Deze mergel behoort tot de Formatie van Gulpen en kenmerkt zich hier door de witte Krijtlagen.

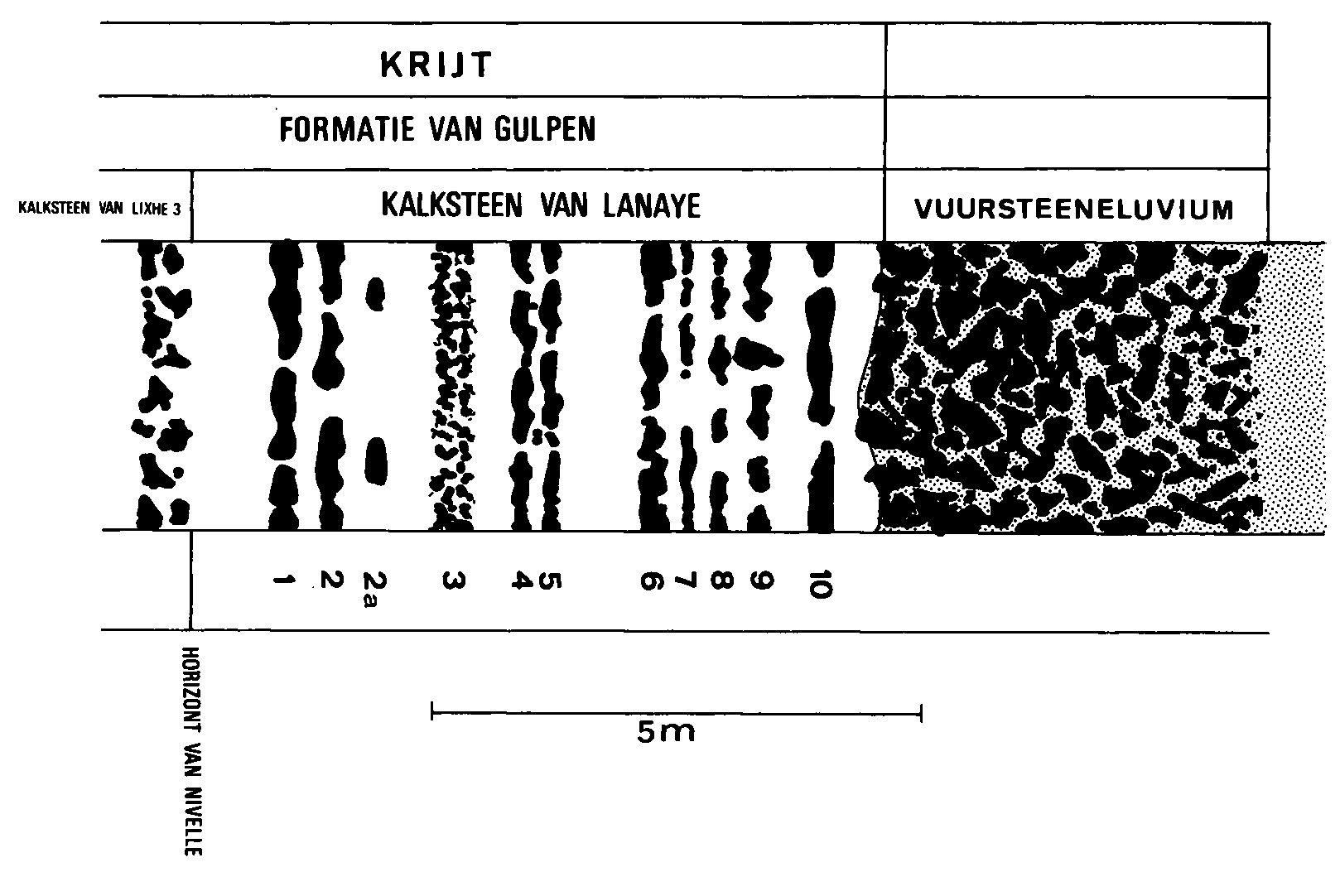
Lithologisch profiel van de Kalksteen van Lanaye en het vuursteeneluvium
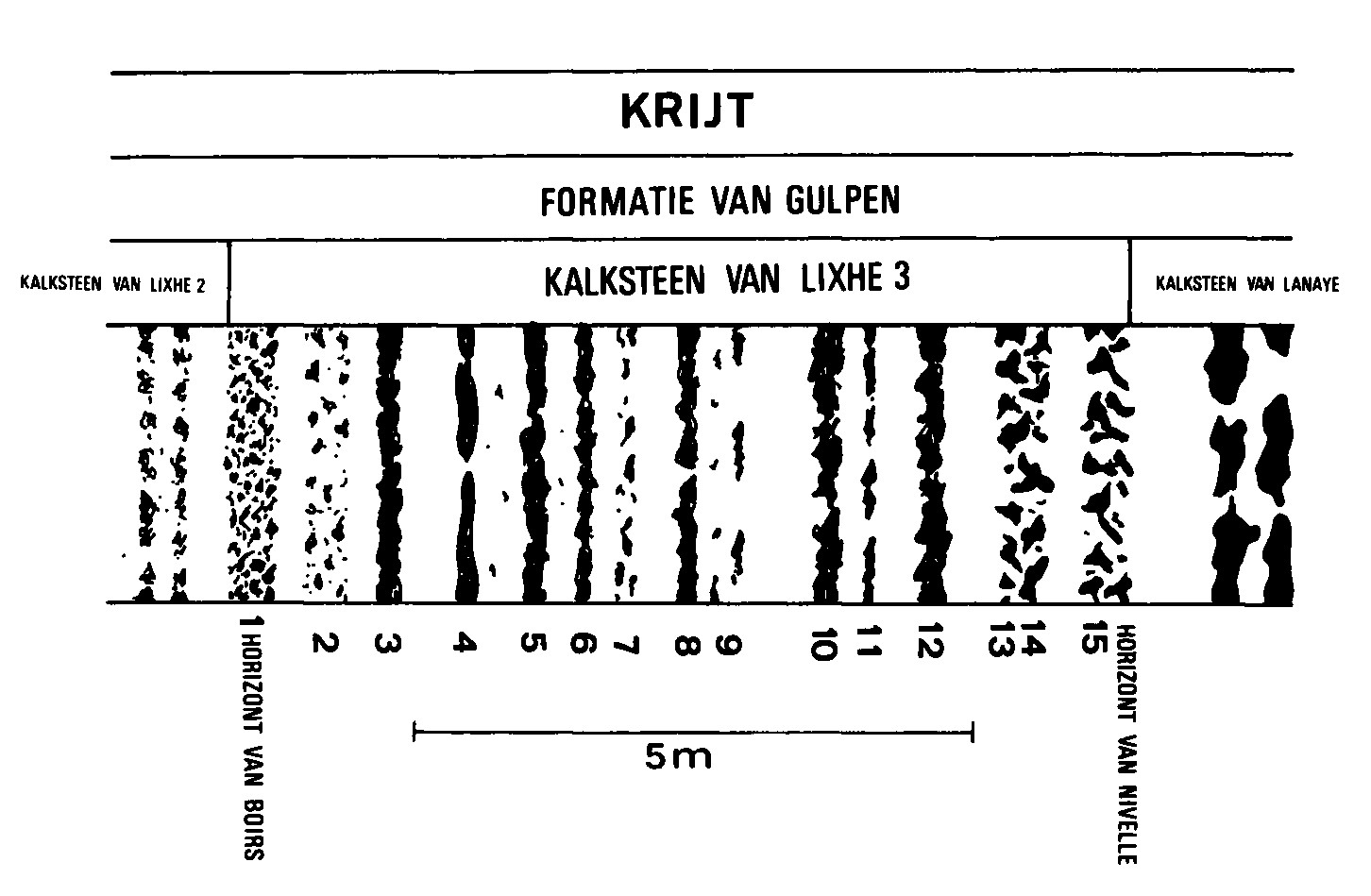
Lithologisch profiel van de Kalksteen van Lixhe 3
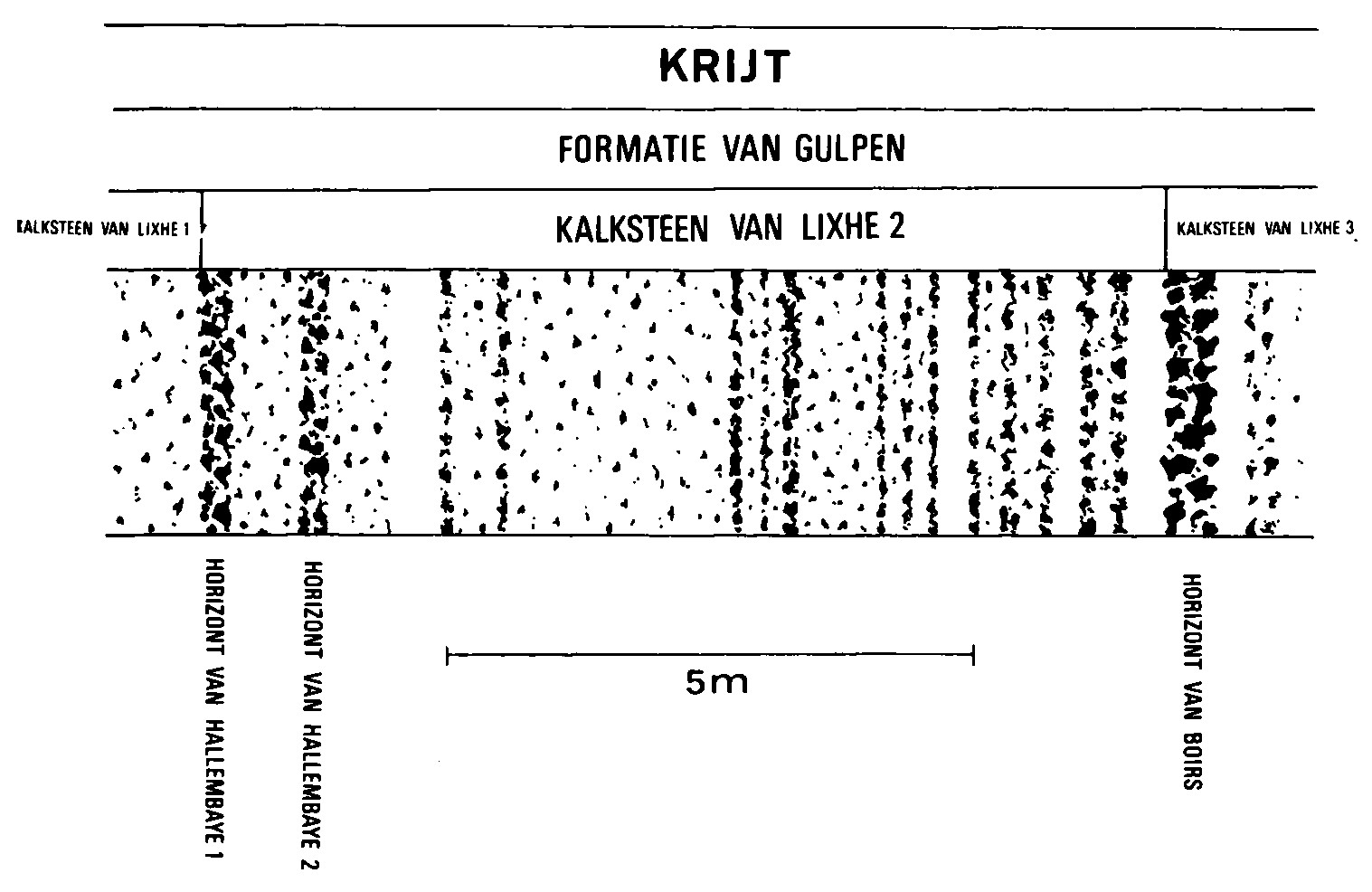
Lithologisch profiel van de Kalksteen van Lixhe 2
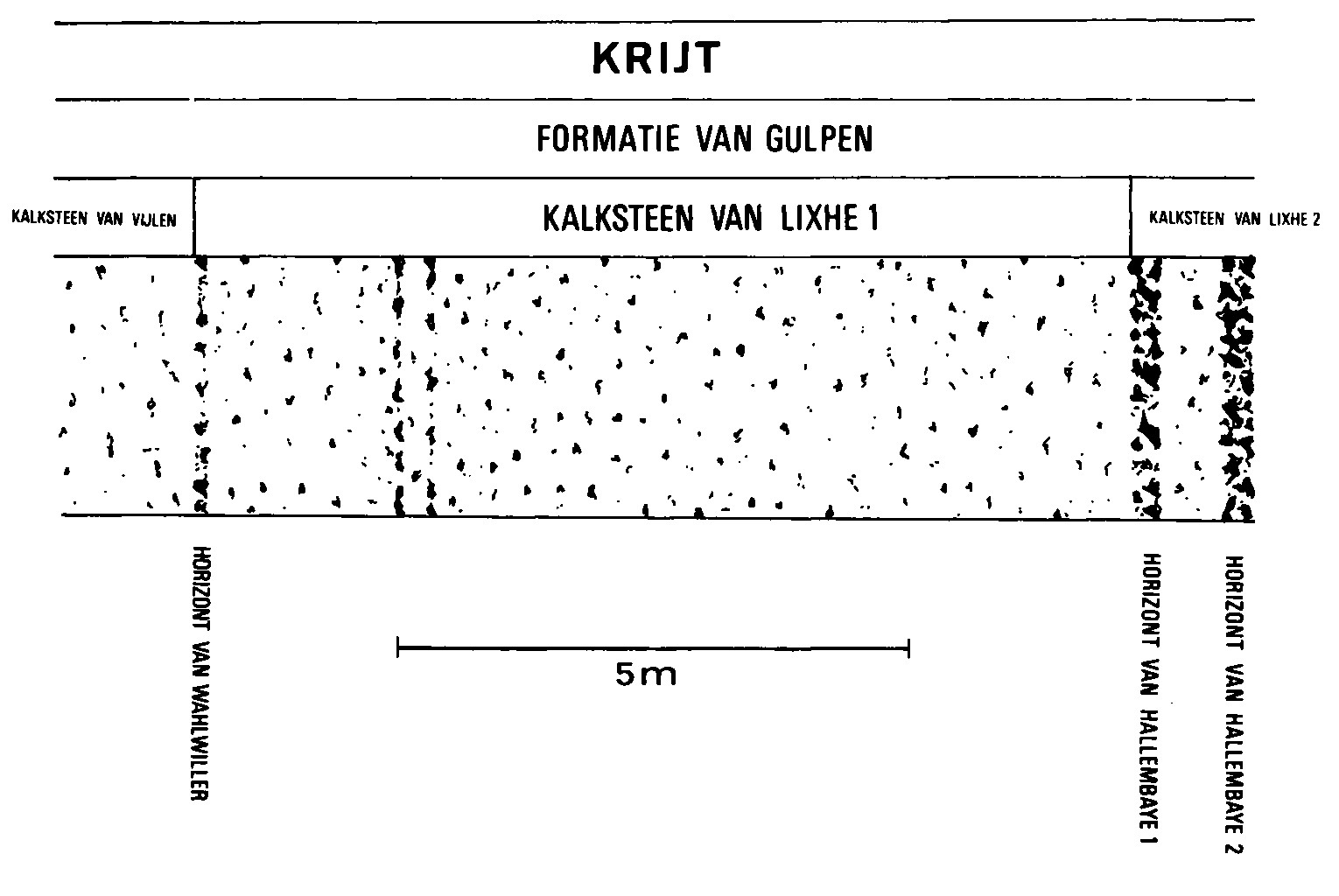
Lithologisch profiel van de Kalksteen van Lixhe 1
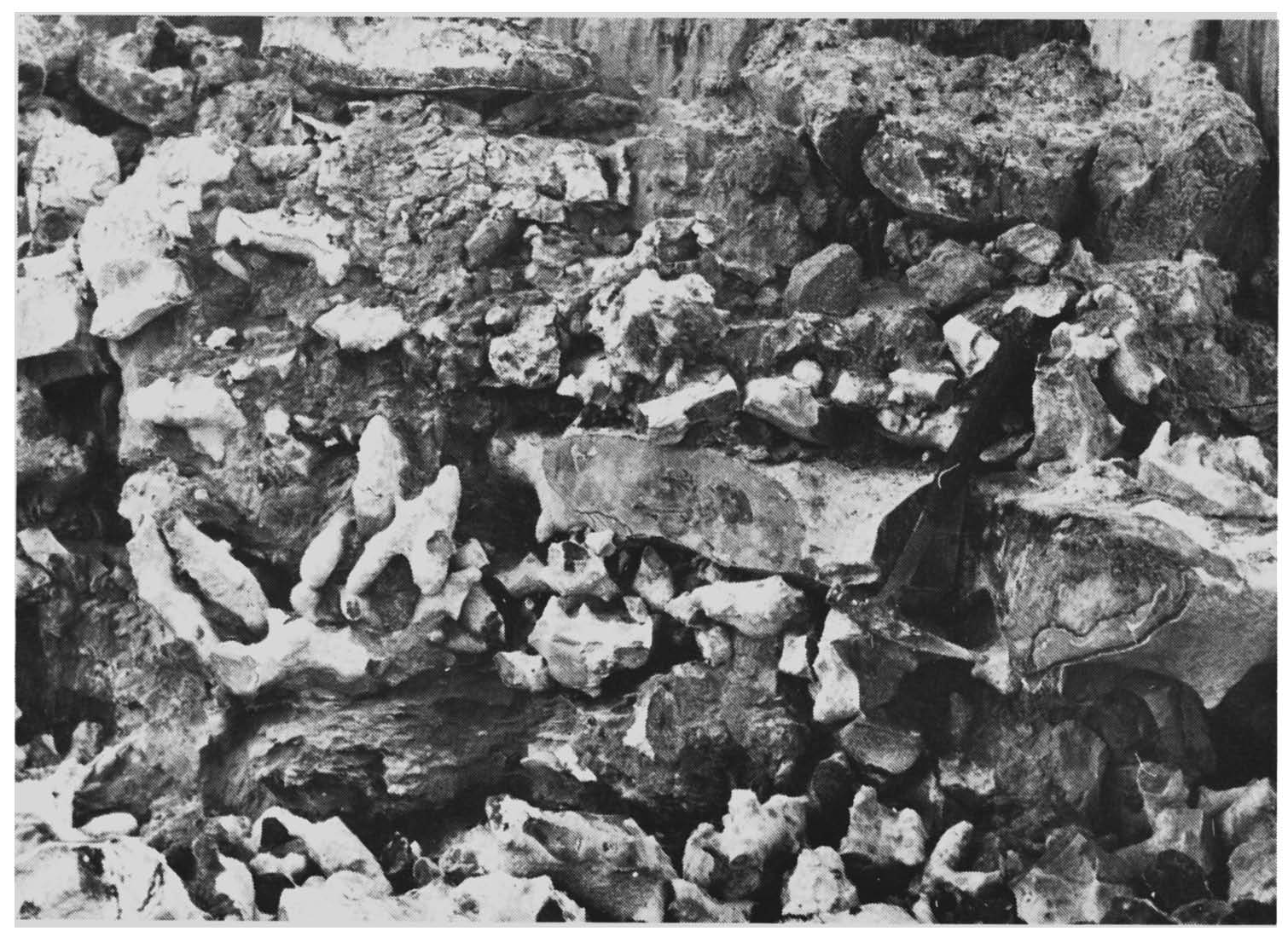
Detailopname van het hoogste deel van het vuursteeneluvium
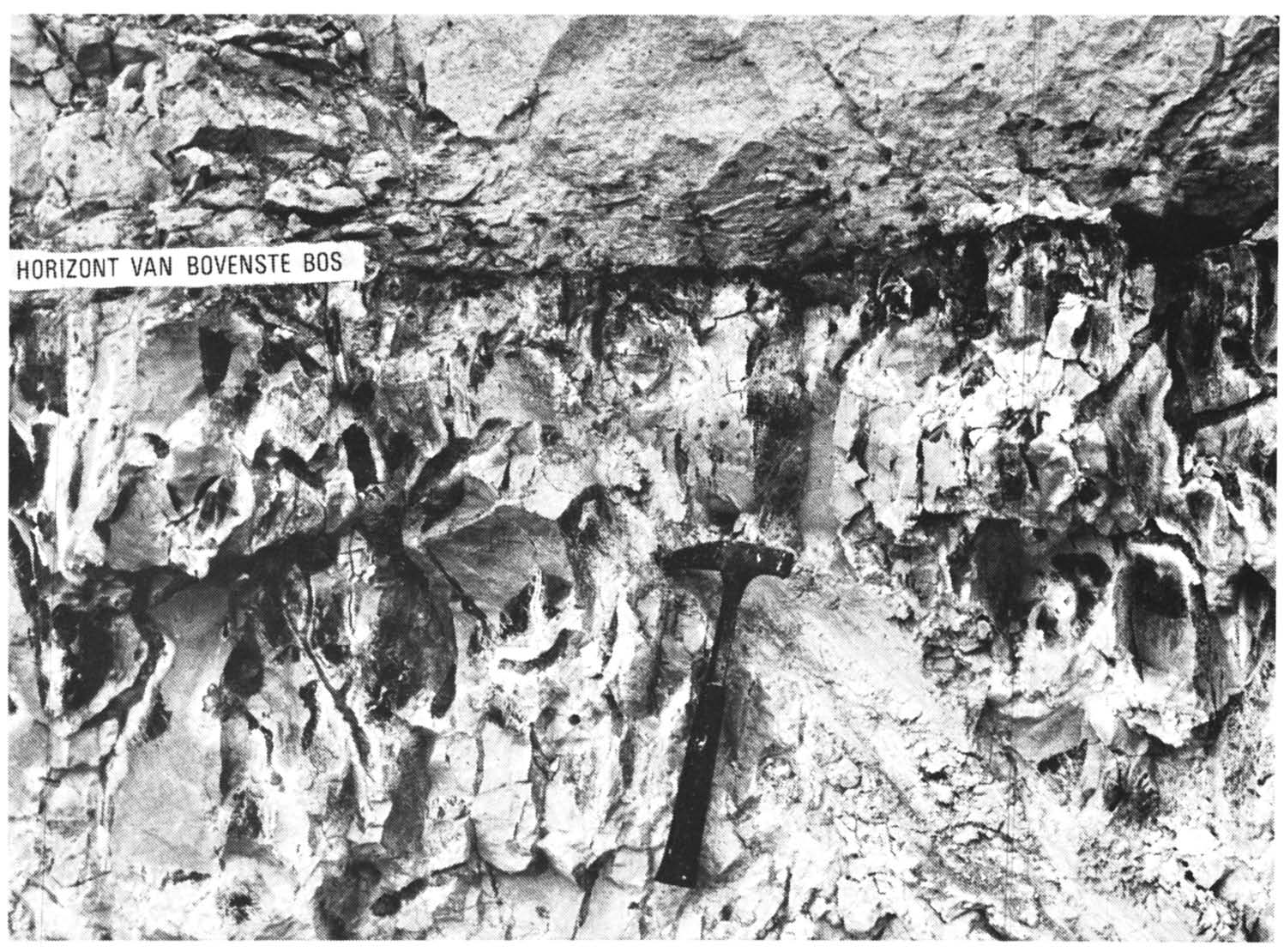
Detailopname van de Horizont van Bovenste Bos. In de 'hardground', aan de top van de Kalksteen van Zeven Wegen, bevinden zich fraai bewaard gebleven graafgangen.